# 鶯谷站
鶯谷站（日语：／ Uguisudani eki */?）是位於日本東京都台東區根岸一丁目，屬於東日本旅客鐵道（JR東日本）的鐵路車站。京濱東北線的車站編號是JK 31，山手線是JY 06。

## 停靠路線
停靠的路線在正式軌道名稱上只有東北本線1條路線（詳詳參見路線條目與鐵道路線的名稱），而在列車系統上則有京濱東北線列車與山手線列車2個系統，旅客資訊不使用「東北（本）線」。另外依據特定都區市內，本站屬於「東京都區內」與「東京山手線內」。

## 历史
- 1912年（明治45年）7月11日：鐵道院東北本線車站開業，為明治時期最後一個開業的車站。
- 1987年（昭和62年）4月1日：國鐵分割民營化後由JR東日本繼承
- 1988年（昭和63年）3月13日：京濱東北線開始運行快速班次，午間京濱東北線不停靠本站。
- 2001年（平成13年）11月18日：IC卡「Suica」啟用。

## 車站構造
本站是上野站的業務委託站，為島式月台2面4線構造，出口有北口與南口。北口為地上站，南口為1927年建造的跨站式站房，南口前是連結上野公園與北側市區的天橋。
由於沒有綠色窗口，可在南口的指定席券販賣機購買指定席券。
由於站名「鶯谷」，早晨月台喇叭會撥放莺叫聲。

### 月台配置
| 月台 | 路線       | 方向 | 目的地                     |
| ---- | ---------- | ---- | -------------------------- |
| 1    | 京濱東北線 | 北行 | 田端、赤羽、大宮方向       |
| 2    | 山手線     | 內環 | 池袋、新宿、澀谷方向       |
| 3    | 山手線     | 外環 | 上野、東京、品川、目黑方向 |
| 4    | 京濱東北線 | 南行 | 上野、東京、品川、橫濱方向 |

（來源：JR東日本:車站構內圖（页面存档备份，存于））
京濱東北線快速運行時段（10 - 15時）全列車不停本站，乘客只能改搭2、3號線的山手線。需搭乘京濱東北線時可至上野站或田端站轉乘。

### 無障礙設施
- 電扶梯：南口 - 月台
- 電梯：南口 - 月台
- 多功能廁所

### 發車音樂
| 1 | 春NewVer       |
| 2 | 春トレモロVer  |
| 3 | せせらぎ       |
| 4 | 教会の見える駅 |

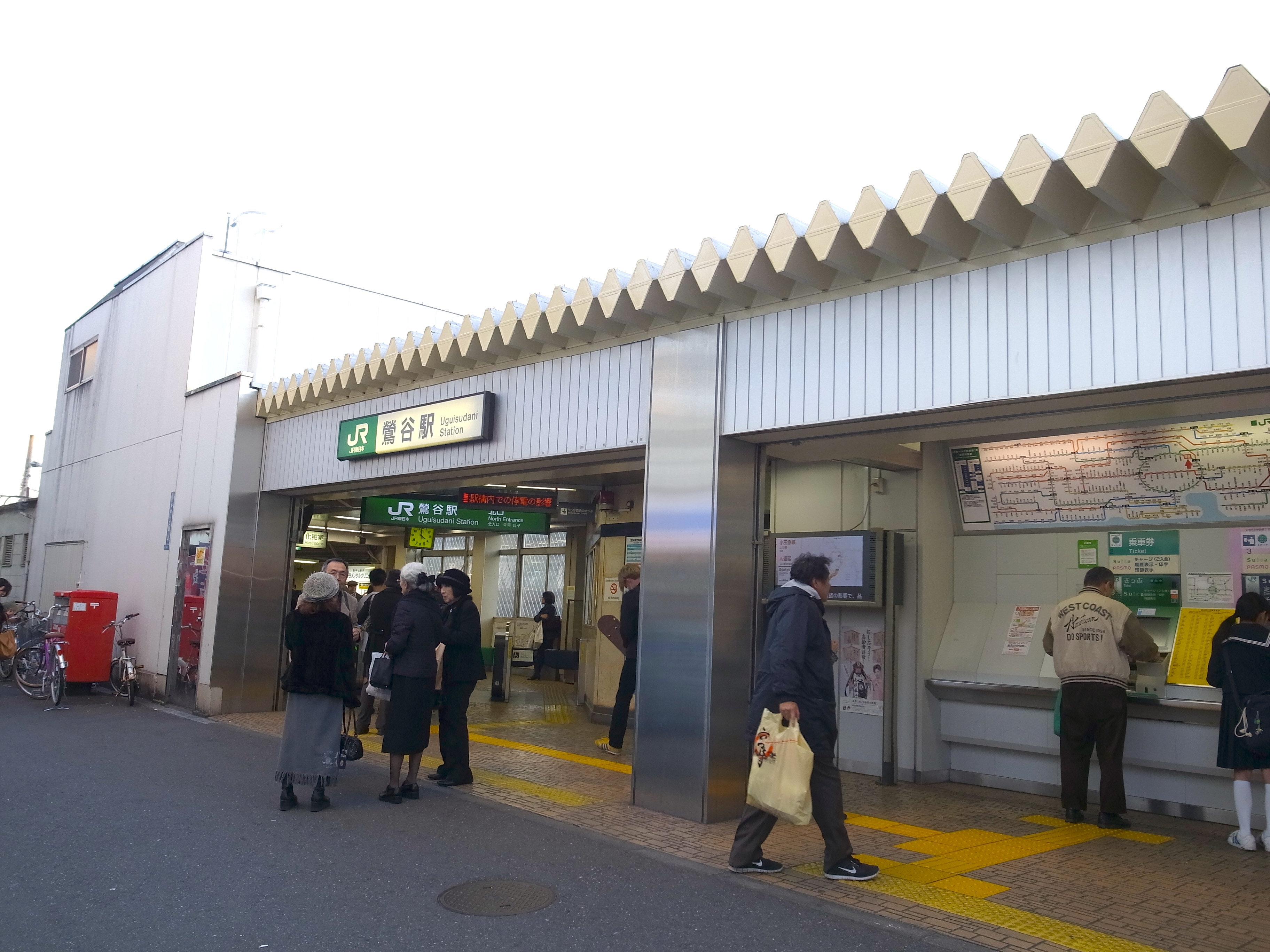
北口（2014年11月）
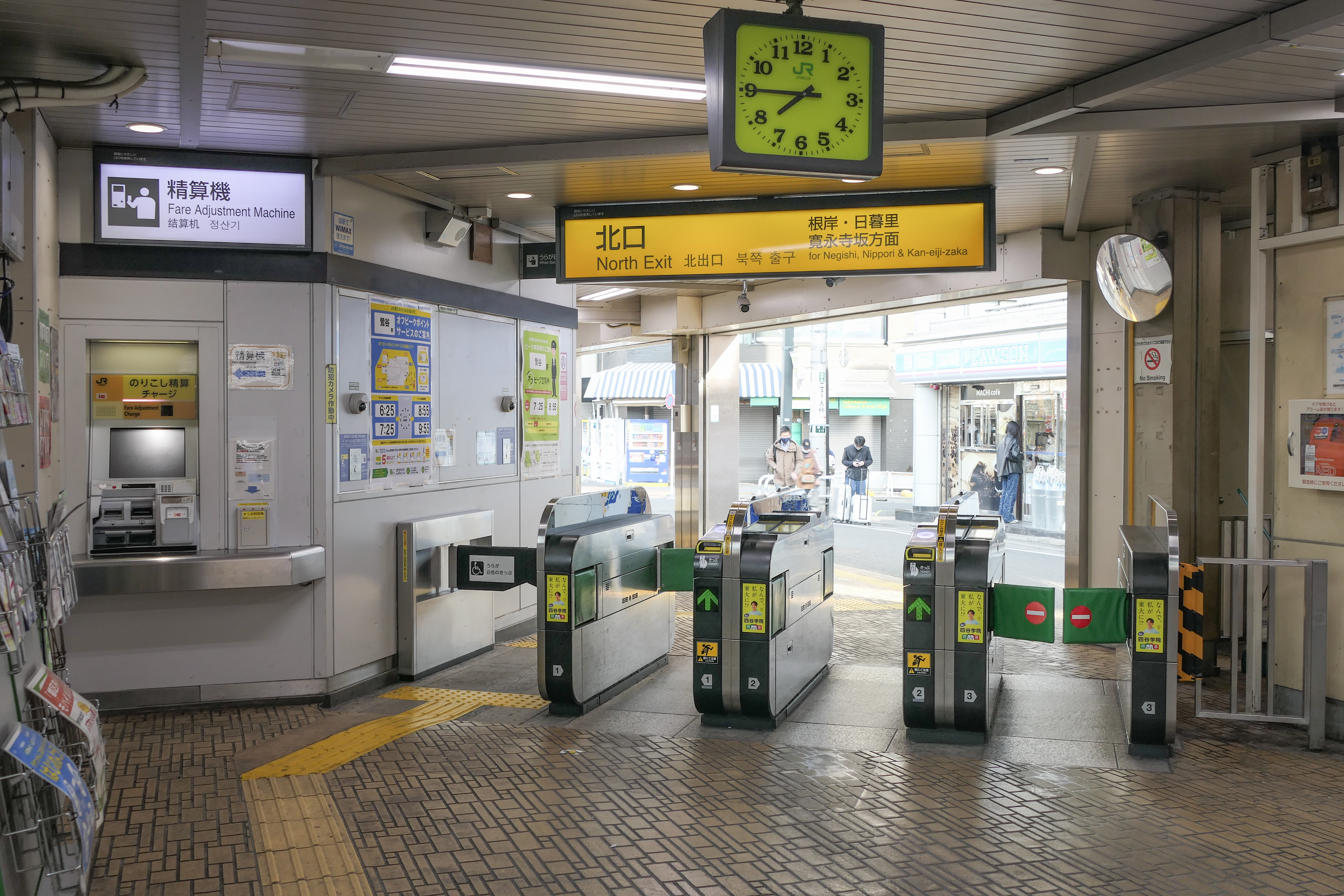
北驗票口（2024年3月）
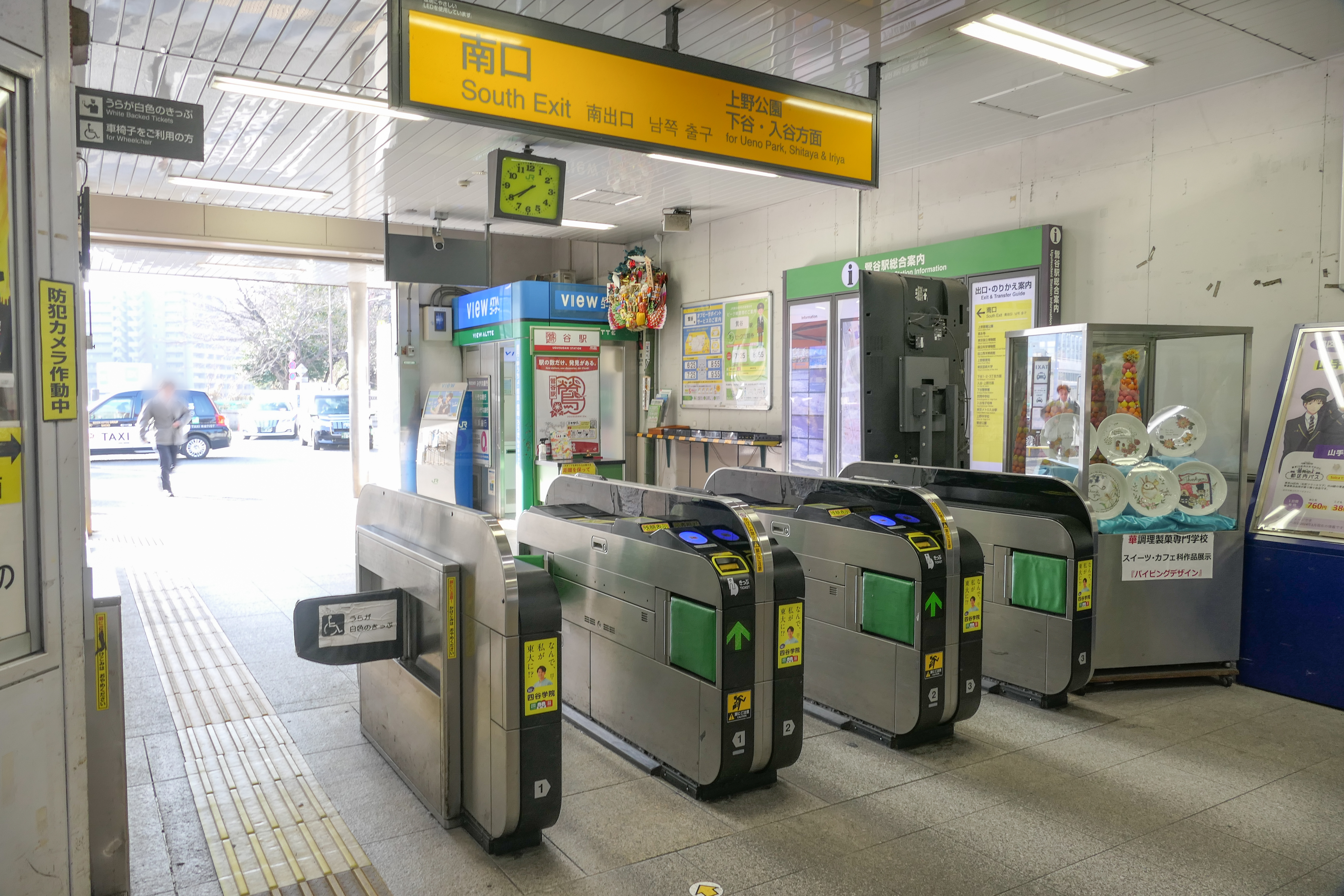
南驗票口（2024年3月）
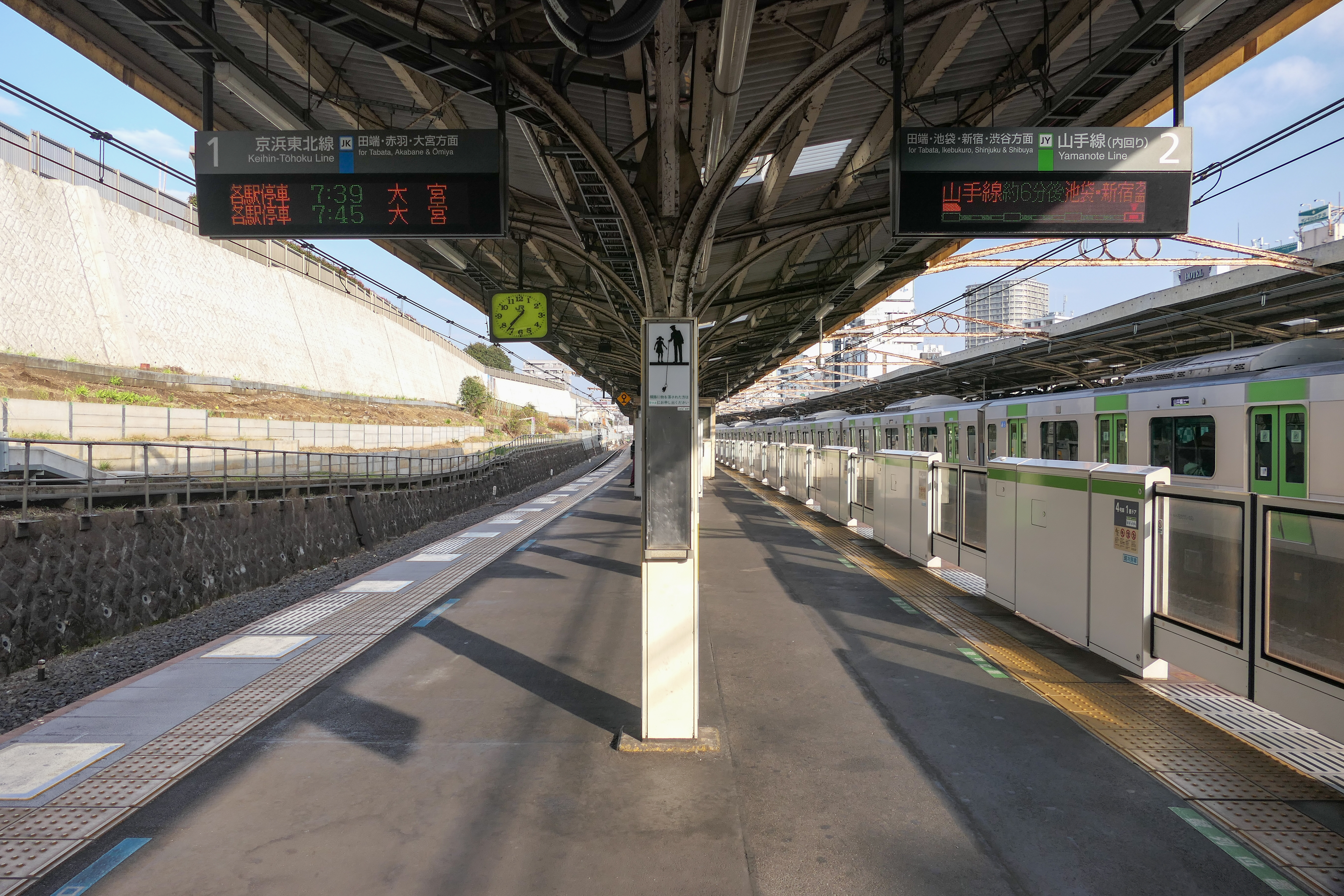
1號與2號月台（2024年3月）
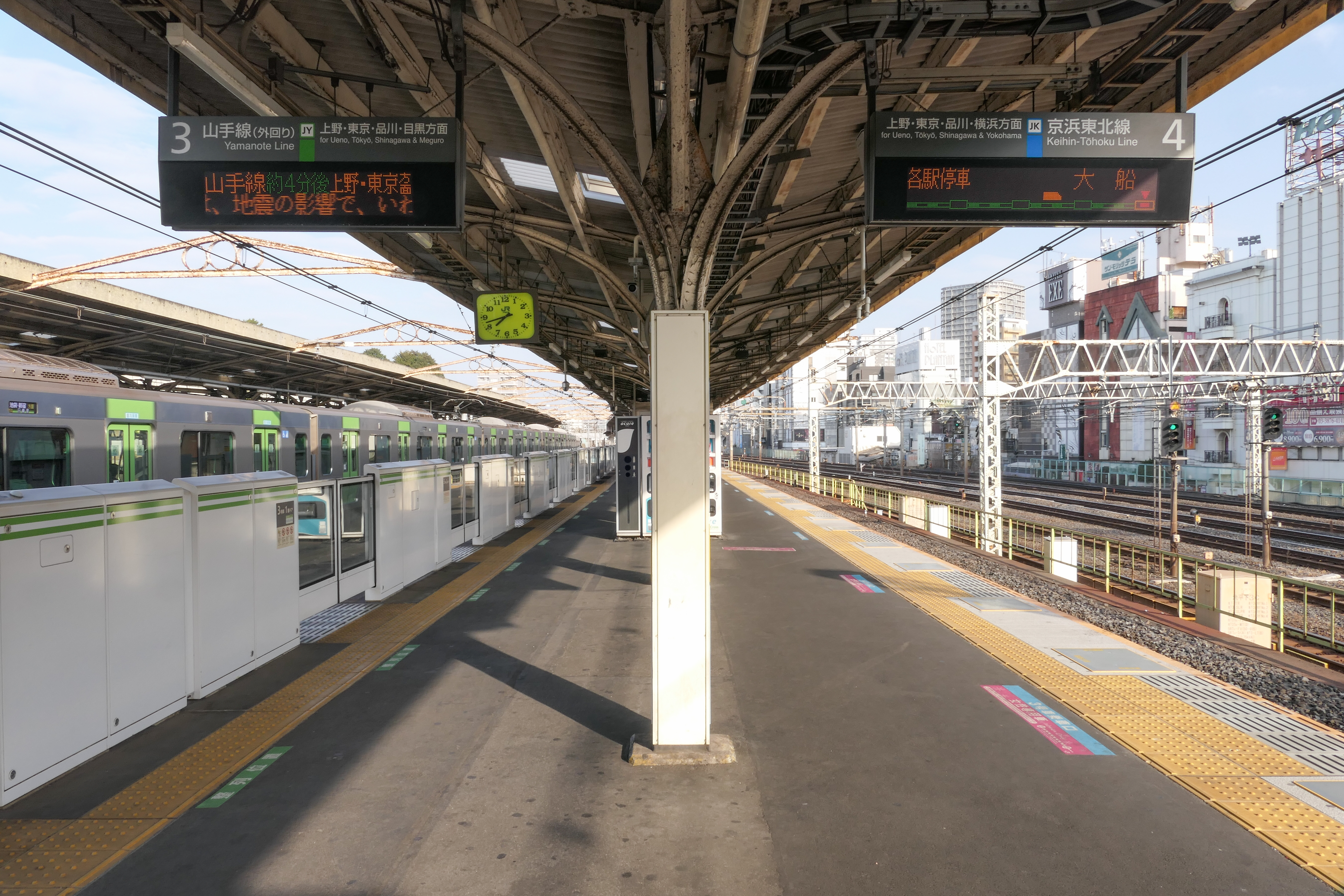
3號與4號月台（2024年3月）

## 利用狀況
2019年（令和元年）度1日平均上車人次為25,707人。是山手線車站當中最少的車站，也是京濱東北線車站當中次於東十條站的末4位。
近年的推移如下表。
| 年度               | 1日平均 上車人次 | 來源     |
| ------------------ | ---------------- | -------- |
| 1990年（平成02年） | 23,641           | [ * 1 ]  |
| 1991年（平成03年） | 23,975           | [ * 2 ]  |
| 1992年（平成04年） | 24,951           | [ * 3 ]  |
| 1993年（平成05年） | 25,085           | [ * 4 ]  |
| 1994年（平成06年） | 24,816           | [ * 5 ]  |
| 1995年（平成07年） | 24,500           | [ * 6 ]  |
| 1996年（平成08年） | 24,247           | [ * 7 ]  |
| 1997年（平成09年） | 24,331           | [ * 8 ]  |
| 1998年（平成10年） | 24,099           | [ * 9 ]  |
| 1999年（平成11年） | 24,046           | [ * 10 ] |
| 2000年（平成12年） | 24,225           | [ * 11 ] |
| 2001年（平成13年） | 24,572           | [ * 12 ] |
| 2002年（平成14年） | 24,478           | [ * 13 ] |
| 2003年（平成15年） | 24,266           | [ * 14 ] |
| 2004年（平成16年） | 23,814           | [ * 15 ] |
| 2005年（平成17年） | 23,666           | [ * 16 ] |
| 2006年（平成18年） | 23,877           | [ * 17 ] |
| 2007年（平成19年） | 23,932           | [ * 18 ] |
| 2008年（平成20年） | 23,707           | [ * 19 ] |
| 2009年（平成21年） | 23,388           | [ * 20 ] |
| 2010年（平成22年） | 23,599           | [ * 21 ] |
| 2011年（平成23年） | 23,734           | [ * 22 ] |
| 2012年（平成24年） | 24,174           | [ * 23 ] |
| 2013年（平成25年） | 24,481           | [ * 24 ] |
| 2014年（平成26年） | 24,444           | [ * 25 ] |
| 2015年（平成27年） | 24,447           | [ * 26 ] |
| 2016年（平成28年） | 24,611           | [ * 27 ] |
| 2017年（平成29年） | 25,375           | [ * 28 ] |
| 2018年（平成30年） | 26,148           | [ * 29 ] |
| 2019年（令和元年） | 25,707           |          |

## 車站周邊
車站西側是上野恩賜公園（上野山）北側，並且是高級住宅區上野櫻木與東京藝術大學的最近車站。鄰近寛永寺、東京國立博物館、國際兒童圖書館、大名時計博物館、東京文化財研究所。每年七夕前後，在下谷七福神與車站周邊商店街的入谷朝顏市帶動下，本站人潮眾多。
東側為旅館街，可見屋台與居酒屋。街道狹小。
在警視廳的犯罪情報地圖中，本站的治安与山手線其他各站相比相差不大。警察針對上野站入谷口～鶯谷站～入谷站一帶加強巡邏與監視。鶯谷站內禁止街頭拉客等活動。
近年周邊陸續進行改建成新建公寓。有許多東京藝大與專門學校的學生、家庭入住，北口鄰近高級住宅區上野櫻木。
- 入谷鬼子母神（日语：真源寺）
- 下谷七福神
- 下谷醫院
- 寛永寺靈園
- 德川家靈廟
- 東京文化財研究所
- 東京國立博物館
- 下町風俗資料館（日语：下町風俗資料館）
- 台東區立江戶下町傳統工藝館
- 上野之森美術館
- 大名時計博物館
- 日本美術院
- 台東區立書道博物館
- 子規庵
- 黑田清輝紀念館
- 朝倉雕塑館（日语：朝倉彫塑館）
- 橫山大觀紀念館
- 一葉紀念館（日语：一葉記念館）
- 台東區立忍岡中學校
- 上野郵便局（日语：上野郵便局 (東京都)）
- 入谷站（東京地下鐵日比谷線）
- 根津站（東京地下鐵千代田線）
- 業務超市河內屋
- 稻毛屋（日语：いなげや）
- GEO（日语：ゲオ）
- 東橫INN鶯谷站前
- 台東區立根岸小學校（日语：台東区立根岸小学校）
- 東京藝術大學
- 東京電影俱樂部（日语：東京キネマ倶楽部）

## 巴士路線
最近的巴士站是言問通上的都營巴士「鶯谷站前」與「下谷二丁目」巴士站，以及台東區社區巴士「めぐりん」「鶯谷站北」、「鶯谷站南」巴士站、「ぐるーりめぐりん」的「根岸三丁目」巴士站。
鶯谷站前
- 草41：經町屋站往足立梅田町／往淺草壽町

下谷二丁目（鶯谷站入口）
- 上26：經根津站往上野公園／經東京晴空塔站往龜戶站
- 草41：經町屋站往足立梅田町／往淺草壽町

鶯谷站北、鶯谷站南
- 北めぐりん：生涯學習中心北、淺草站、吉原大門方向

根岸三丁目
- ぐるーりめぐりん：三之輪站、吉原大門、清川一丁目、淺草站、鳥越神社（日语：鳥越神社）、新御徒町站方向

## 相鄰車站
東日本旅客鐵道
 京濱東北線
■快速
通過
■各站停車
上野（JK 30）－鶯谷（JK 31）－日暮里（JK 32）
 山手線
上野（JY 05）－鶯谷（JY 06）－日暮里（JY 07）

### 利用狀況
1. ↑  .   [2017-11-09]. （原始内容存档于2016-04-01）.

JR東日本2000年度以後的上車人次
1. ↑  各駅の乗車人員（2000年度） （页面存档备份，存于） - JR東日本
2. ↑  各駅の乗車人員（2001年度） （页面存档备份，存于） - JR東日本
3. ↑  各駅の乗車人員（2002年度） （页面存档备份，存于） - JR東日本
4. ↑  各駅の乗車人員（2003年度） （页面存档备份，存于） - JR東日本
5. ↑  各駅の乗車人員（2004年度） （页面存档备份，存于） - JR東日本
6. ↑  各駅の乗車人員（2005年度） （页面存档备份，存于） - JR東日本
7. ↑  各駅の乗車人員（2006年度） （页面存档备份，存于） - JR東日本
8. ↑  各駅の乗車人員（2007年度） （页面存档备份，存于） - JR東日本
9. ↑  各駅の乗車人員（2008年度） （页面存档备份，存于） - JR東日本
10. ↑  各駅の乗車人員（2009年度） （页面存档备份，存于） - JR東日本
11. ↑  各駅の乗車人員（2010年度） （页面存档备份，存于） - JR東日本
12. ↑  各駅の乗車人員（2011年度） （页面存档备份，存于） - JR東日本
13. ↑  各駅の乗車人員（2012年度） （页面存档备份，存于） - JR東日本
14. ↑  各駅の乗車人員（2013年度） （页面存档备份，存于） - JR東日本
15. ↑  各駅の乗車人員（2014年度） （页面存档备份，存于） - JR東日本
16. ↑  各駅の乗車人員（2015年度） （页面存档备份，存于） - JR東日本
17. ↑  各駅の乗車人員（2016年度） （页面存档备份，存于） - JR東日本
18. ↑  各駅の乗車人員（2017年度） （页面存档备份，存于） - JR東日本
19. ↑  各駅の乗車人員（2018年度） （页面存档备份，存于） - JR東日本
20. ↑  各駅の乗車人員（2019年度） （页面存档备份，存于） - JR東日本

東京都統計年鑑
1. ↑  .   [2020-07-27]. （原始内容存档于2016-03-05）.
2. ↑  .   [2020-07-27]. （原始内容存档于2016-03-05）.
3. ↑  .   [2017-11-09]. （原始内容存档于2013-08-15）.
4. ↑  .   [2017-11-09]. （原始内容存档于2013-02-03）.
5. ↑  .   [2017-11-09]. （原始内容存档于2013-02-03）.
6. ↑  .   [2017-11-09]. （原始内容存档于2013-02-03）.
7. ↑  .   [2017-11-09]. （原始内容存档于2013-02-03）.
8. ↑  .   [2017-11-09]. （原始内容存档于2016-03-04）.
9. ↑  東京都統計年鑑（平成10年）PDF
10. ↑  東京都統計年鑑（平成11年）PDF
11. ↑  .   [2017-11-09]. （原始内容存档于2016-03-04）.
12. ↑  .   [2017-11-09]. （原始内容存档于2016-03-04）.
13. ↑  東京都統計年鑑（平成14年）[永久]
14. ↑  東京都統計年鑑（平成15年）[永久]
15. ↑  東京都統計年鑑（平成16年）[永久]
16. ↑  東京都統計年鑑（平成17年）[永久]
17. ↑  東京都統計年鑑（平成18年）[永久]
18. ↑  東京都統計年鑑（平成19年）[永久]
19. ↑  東京都統計年鑑（平成20年）[永久]
20. ↑  .   [2017-11-09]. （原始内容存档于2016-03-26）.
21. ↑  .   [2017-11-09]. （原始内容存档于2016-03-27）.
22. ↑  .   [2017-11-09]. （原始内容存档于2016-03-25）.
23. ↑  .   [2017-11-09]. （原始内容存档于2016-03-27）.
24. ↑  東京都統計年鑑（平成25年）[永久]
25. ↑  .   [2017-11-09]. （原始内容存档于2017-07-30）.
26. ↑  .   [2017-11-09]. （原始内容存档于2018-11-09）.
27. ↑  .   [2018-10-20]. （原始内容存档于2019-05-02）.
28. ↑  .   [2020-07-27]. （原始内容存档于2019-12-03）.
29. ↑  .   [2020-07-27]. （原始内容存档于2020-08-04）.

## 外部連結
- 車站資訊（鶯谷）：東日本旅客鐵道